# Liga Campionilor EHF Feminin 2016-2017 - faza grupelor
Acest articol descrie primul tur al Ligii Campionilor EHF Feminin 2016-2017.

## Format
Cele 16 echipe au fost împărțite în patru grupe de câte patru. Fiecare echipă a jucat câte un joc pe teren propriu și unul în deplasare împotriva fiecărui adversar din grupă. Primele trei echipe clasate au avansat în grupele principale, de unde primele patru echipe au avansat în fazele eliminatorii. Tragerea la sorți a avut loc pe 1 iulie 2016, la ora 13:00.

## Distribuția
Distribuția echipelor a fost publicată pe 27 iunie 2016. 16 echipe au fost implicate în acest proces, fiind împărțite în patru urne valorice de câte patru.
| Urna 1                                               | Urna a 2-a                                               | Urna a 3-a                                                      | Urna a 4-a                                            |
| ---------------------------------------------------- | -------------------------------------------------------- | --------------------------------------------------------------- | ----------------------------------------------------- |
| ŽRK Budućnost Győri Audi ETO KC ŽRK Vardar Larvik HK | CSM București Team Esbjerg GK Astrahanocika Thüringer HC | IK Sävehof Metz Handball FTC-Rail Cargo Hungaria FC Midtjylland | Rostov-Don Glassverket IF[1] HC Leipzig[1] RK Krim[1] |

### Tragerea la sorți
Cele 16 echipe din urnele valorice au fost trase la sorți în patru grupe de câte patru echipe, unde au jucat câte două meciuri una împotriva celeilalte, pe teren propriu și în deplasare, în total câte șase meciuri. Echipele clasate pe primele trei locuri în fiecare grupă au avansat în cele două grupe principale, de unde primele patru clasate din fiecare grupă s-au calificat în fazele eliminatorii.
Tragerea la sorți a fost efectuată de Jean Brihault, președintele EHF, Michael Wiederer, secretarul general al EHF, și handbalista daneză Line Jørgensen de la CSM București.
|  | Echipele calificate în grupele principale          |
|  | Echipele retrogradate în faza grupelor a Cupei EHF |

## Grupa A
| Echipa         | M | V | E | Î | GM  | GP  | G   | Pct |
| -------------- | - | - | - | - | --- | --- | --- | --- |
| ŽRK Budućnost  | 6 | 5 | 0 | 1 | 158 | 136 | +22 | 10  |
| Metz Handball  | 6 | 4 | 0 | 2 | 146 | 133 | +13 | 8   |
| Thüringer HC   | 6 | 3 | 0 | 3 | 148 | 153 | −5  | 6   |
| Glassverket IF | 6 | 0 | 0 | 6 | 128 | 158 | −30 | 0   |

| 15 octombrie 2016 17:00 | ŽRK Budućnost | 21 - 19 | Metz Handball            | Centrul Sportiv Morača, Podgorica Asistență: 1.800 Arbitri: Năstase, Stancu |
| 15 octombrie 2016 17:00 | Bulatović 10  | (11-10) | Flippes, Gros, Horaček 3 | Centrul Sportiv Morača, Podgorica Asistență: 1.800 Arbitri: Năstase, Stancu |
| 15 octombrie 2016 17:00 | 3×            | Cronica | 2×                       | Centrul Sportiv Morača, Podgorica Asistență: 1.800 Arbitri: Năstase, Stancu |

| 16 octombrie 2016 14:00 | Thüringer HC       | 24 - 16 | Glassverket IF | Wiedigsburghalle, Nordhausen Asistență: 1.300 Arbitri: Praštalo, Todorović |
| 16 octombrie 2016 14:00 | Luzumová, Pintea 4 | (10-4)  | Christensen 8  | Wiedigsburghalle, Nordhausen Asistență: 1.300 Arbitri: Praštalo, Todorović |
| 16 octombrie 2016 14:00 | 5× 2× 1×           | Cronica | 6× 3×          | Wiedigsburghalle, Nordhausen Asistență: 1.300 Arbitri: Praštalo, Todorović |

| 22 octombrie 2016 18:30 | Metz Handball | 25 - 18 | Thüringer HC   | Arènes de Metz, Metz Asistență: 3.623 Arbitri: Marić, Mašić |
| 22 octombrie 2016 18:30 | Gros, Smits 6 | (11-10) | Niederwieser 4 | Arènes de Metz, Metz Asistență: 3.623 Arbitri: Marić, Mašić |
| 22 octombrie 2016 18:30 | 1× 3×         | Cronica | 1× 3×          | Arènes de Metz, Metz Asistență: 3.623 Arbitri: Marić, Mašić |

| 22 octombrie 2016 18:30 | Glassverket IF   | 23 - 30 | ŽRK Budućnost | Drammenshallen, Drammen Asistență: 1.155 Arbitri: Vranes, Wenninger |
| 22 octombrie 2016 18:30 | Haraldsdóttir 11 | (11-13) | Jauković 5    | Drammenshallen, Drammen Asistență: 1.155 Arbitri: Vranes, Wenninger |
| 22 octombrie 2016 18:30 | 4× 3× 1×         | Cronica | 5× 3×         | Drammenshallen, Drammen Asistență: 1.155 Arbitri: Vranes, Wenninger |

| 30 octombrie 2016 14:00 | Thüringer HC | 26 - 32 | ŽRK Budućnost | Wiedigsburghalle, Nordhausen Asistență: 1.500 Arbitri: Erdoğan, Özdeniz |
| 30 octombrie 2016 14:00 | Luzumová 8   | (11-21) | Neagu 8       | Wiedigsburghalle, Nordhausen Asistență: 1.500 Arbitri: Erdoğan, Özdeniz |
| 30 octombrie 2016 14:00 | 1× 3×        | Cronica | 2× 3×         | Wiedigsburghalle, Nordhausen Asistență: 1.500 Arbitri: Erdoğan, Özdeniz |

| 30 octombrie 2016 15:00 | Glassverket IF          | 22 - 24 | Metz Handball | Drammenshallen, Drammen Asistență: 570 Arbitri: Alpaidze, Berezkina |
| 30 octombrie 2016 15:00 | Bjørnsen, Christensen 4 | (8-15)  | Gros 7        | Drammenshallen, Drammen Asistență: 570 Arbitri: Alpaidze, Berezkina |
| 30 octombrie 2016 15:00 | 7× 2×                   | Cronica | 4× 2×         | Drammenshallen, Drammen Asistență: 570 Arbitri: Alpaidze, Berezkina |

| 5 noiembrie 2016 18:30 | Metz Handball | 25 - 19 | Glassverket IF | Arènes de Metz, Metz Asistență: 3.460 Arbitri: Florescu, Stoia |
| 5 noiembrie 2016 18:30 | Luciano 8     | (12-10) | Bjørnsen 6     | Arènes de Metz, Metz Asistență: 3.460 Arbitri: Florescu, Stoia |
| 5 noiembrie 2016 18:30 | 2× 3×         | Cronica | 2× 3×          | Arènes de Metz, Metz Asistență: 3.460 Arbitri: Florescu, Stoia |

| 6 noiembrie 2016 17:00 | ŽRK Budućnost | 28 - 19 | Thüringer HC | Centrul Sportiv Morača, Podgorica Asistență: 3.200 Arbitri: Christiansen, Hansen |
| 6 noiembrie 2016 17:00 | Bulatović 6   | (17-8)  | Schmelzer 4  | Centrul Sportiv Morača, Podgorica Asistență: 3.200 Arbitri: Christiansen, Hansen |
| 6 noiembrie 2016 17:00 | 4× 3×         | Cronica | 3×           | Centrul Sportiv Morača, Podgorica Asistență: 3.200 Arbitri: Christiansen, Hansen |

| 11 noiembrie 2016 19:00 | Metz Handball | 28 - 25 | ŽRK Budućnost | Arènes de Metz, Metz Asistență: 4.656 Arbitri: Bonifert, Oláh |
| 11 noiembrie 2016 19:00 | Pop-Lazić 8   | (14-16) | Bulatović 7   | Arènes de Metz, Metz Asistență: 4.656 Arbitri: Bonifert, Oláh |
| 11 noiembrie 2016 19:00 | 2×            | Cronica | 8× 3× 1×      | Arènes de Metz, Metz Asistență: 4.656 Arbitri: Bonifert, Oláh |

| 13 noiembrie 2016 18:15 | Glassverket IF  | 27 - 33 | Thüringer HC             | Drammenshallen, Drammen Asistență: 437 Arbitri: Pech, Vágvölgyi |
| 13 noiembrie 2016 18:15 | Haraldsdóttir 7 | (12-15) | Luzumová, Niederweiser 6 | Drammenshallen, Drammen Asistență: 437 Arbitri: Pech, Vágvölgyi |
| 13 noiembrie 2016 18:15 | 3× 2×           | Cronica | 4× 3×                    | Drammenshallen, Drammen Asistență: 437 Arbitri: Pech, Vágvölgyi |

| 18 noiembrie 2016 19:00 | ŽRK Budućnost | 22 - 21 | Glassverket IF       | Centrul Sportiv Morača, Podgorica Asistență: 1.500 Arbitri: Kijauskaitė, Žalienė |
| 18 noiembrie 2016 19:00 | Jauković 6    | (14-9)  | Christensen, Wolff 4 | Centrul Sportiv Morača, Podgorica Asistență: 1.500 Arbitri: Kijauskaitė, Žalienė |
| 18 noiembrie 2016 19:00 | 3×            | Cronica | 2×                   | Centrul Sportiv Morača, Podgorica Asistență: 1.500 Arbitri: Kijauskaitė, Žalienė |

| 19 noiembrie 2016 14:00 | Thüringer HC | 28 - 25 | Metz Handball | Wiedigsburghalle, Nordhausen Asistență: 1.700 Arbitri: Kurtagić, Wetterwik |
| 19 noiembrie 2016 14:00 | Houette 7    | (15-11) | Gros 7        | Wiedigsburghalle, Nordhausen Asistență: 1.700 Arbitri: Kurtagić, Wetterwik |
| 19 noiembrie 2016 14:00 | 4× 2× 1×     | Cronica | 3× 1×         | Wiedigsburghalle, Nordhausen Asistență: 1.700 Arbitri: Kurtagić, Wetterwik |

## Grupa B
| Echipa           | M | V | E | Î | GM  | GP  | G   | Pct |
| ---------------- | - | - | - | - | --- | --- | --- | --- |
| ŽRK Vardar       | 6 | 5 | 1 | 0 | 220 | 148 | +72 | 11  |
| Ferencváros TC   | 6 | 4 | 1 | 1 | 172 | 154 | +18 | 9   |
| GK Astrahanocika | 6 | 1 | 0 | 5 | 156 | 189 | −33 | 2   |
| HC Leipzig       | 6 | 1 | 0 | 5 | 139 | 196 | −57 | 2   |

| 14 octombrie 2016 20:30 | ŽRK Vardar | 27 - 27 | FTC-Rail Cargo Hungaria  | Jane Sandanski Arena, Skopje Asistență: 4.300 Arbitri: Alpaidze, Berezkina |
| 14 octombrie 2016 20:30 | Penezić 8  | (17-14) | Kovacsics, Szucsánszki 7 | Jane Sandanski Arena, Skopje Asistență: 4.300 Arbitri: Alpaidze, Berezkina |
| 14 octombrie 2016 20:30 | 3× 2×      | Cronica | 7× 3× 1×                 | Jane Sandanski Arena, Skopje Asistență: 4.300 Arbitri: Alpaidze, Berezkina |

| 15 octombrie 2016 16:00 | GK Astrahanocika | 27 - 24 | HC Leipzig     | Complexul Sportiv Zvezdnîi, Astrahan Asistență: 3.000 Arbitri: Panayides, Andreou |
| 15 octombrie 2016 16:00 | Sisenova 7       | (13-9)  | Kudłacz-Gloc 7 | Complexul Sportiv Zvezdnîi, Astrahan Asistență: 3.000 Arbitri: Panayides, Andreou |
| 15 octombrie 2016 16:00 | 3×               | Cronica | 5× 3×          | Complexul Sportiv Zvezdnîi, Astrahan Asistență: 3.000 Arbitri: Panayides, Andreou |

| 21 octombrie 2016 20:30 | ŽRK Vardar  | 41 - 24 | HC Leipzig             | Jane Sandanski Arena, Skopje Asistență: 3.500 Arbitri: Kurtagić, Wetterwik |
| 21 octombrie 2016 20:30 | Radičević 6 | (19-14) | Hubinger, Minevskaja 5 | Jane Sandanski Arena, Skopje Asistență: 3.500 Arbitri: Kurtagić, Wetterwik |
| 21 octombrie 2016 20:30 | 2× 3×       | Cronica | 5× 3×                  | Jane Sandanski Arena, Skopje Asistență: 3.500 Arbitri: Kurtagić, Wetterwik |

| 23 octombrie 2016 15:00 | FTC-Rail Cargo Hungaria | 32 - 23 | GK Astrahanocika | OBO Aréna, Dabas Asistență: 2.000 Arbitri: Bonaventura, Bonaventura |
| 23 octombrie 2016 15:00 | Pena Abaurrea 8         | (15-10) | Sabirova 8       | OBO Aréna, Dabas Asistență: 2.000 Arbitri: Bonaventura, Bonaventura |
| 23 octombrie 2016 15:00 | 3×                      | Cronica | 6× 2×            | OBO Aréna, Dabas Asistență: 2.000 Arbitri: Bonaventura, Bonaventura |

| 29 octombrie 2016 17:00 | GK Astrahanocika | 26 - 31 | ŽRK Vardar | Complexul Sportiv Zvezdnîi, Astrahan Asistență: 3.000 Arbitri: Kijauskaitė, Žalienė |
| 29 octombrie 2016 17:00 | Sabirova 8       | (13-14) | Penezić 10 | Complexul Sportiv Zvezdnîi, Astrahan Asistență: 3.000 Arbitri: Kijauskaitė, Žalienė |
| 29 octombrie 2016 17:00 | 4× 3×            | Cronica | 4× 3×      | Complexul Sportiv Zvezdnîi, Astrahan Asistență: 3.000 Arbitri: Kijauskaitė, Žalienė |

| 29 octombrie 2016 17:00 | FTC-Rail Cargo Hungaria | 26 - 22 | HC Leipzig | Elek Gyula Aréna, Budapesta Asistență: 1.800 Arbitri: Praštalo, Todorović |
| 29 octombrie 2016 17:00 | Lukács 8                | (12-11) | Hubinger 5 | Elek Gyula Aréna, Budapesta Asistență: 1.800 Arbitri: Praštalo, Todorović |
| 29 octombrie 2016 17:00 | 2×                      | Cronica | 7× 3× 1×   | Elek Gyula Aréna, Budapesta Asistență: 1.800 Arbitri: Praštalo, Todorović |

| 5 noiembrie 2016 17:30 | ŽRK Vardar  | 39 - 25 | GK Astrahanocika | Jane Sandanski Arena, Skopje Asistență: 3.500 Arbitri: Antić, Jakovljević |
| 5 noiembrie 2016 17:30 | Radičević 9 | (18-13) | Kojokar 7        | Jane Sandanski Arena, Skopje Asistență: 3.500 Arbitri: Antić, Jakovljević |
| 5 noiembrie 2016 17:30 | 3×          | Cronica | 2×               | Jane Sandanski Arena, Skopje Asistență: 3.500 Arbitri: Antić, Jakovljević |

| 6 noiembrie 2016 19:00 | HC Leipzig | 17 - 30 | FTC-Rail Cargo Hungaria | Arena Leipzig, Leipzig Asistență: 1.869 Arbitri: Arntsen, Røen |
| 6 noiembrie 2016 19:00 | Hubinger 7 | (8-14)  | Szucsánszki 7           | Arena Leipzig, Leipzig Asistență: 1.869 Arbitri: Arntsen, Røen |
| 6 noiembrie 2016 19:00 | 2×         | Cronica | 2× 3×                   | Arena Leipzig, Leipzig Asistență: 1.869 Arbitri: Arntsen, Røen |

| 13 noiembrie 2016 14:00 | HC Leipzig | 30 - 27 | GK Astrahanocika | Arena Leipzig, Leipzig Asistență: 1.490 Arbitri: Brehmer, Skowronek |
| 13 noiembrie 2016 14:00 | Hubinger 9 | (14-14) | Sabirova 9       | Arena Leipzig, Leipzig Asistență: 1.490 Arbitri: Brehmer, Skowronek |
| 13 noiembrie 2016 14:00 | 3×         | Cronica | 6× 3×            | Arena Leipzig, Leipzig Asistență: 1.490 Arbitri: Brehmer, Skowronek |

| 13 noiembrie 2016 15:00 | FTC-Rail Cargo Hungaria             | 24 - 37 | ŽRK Vardar | Elek Gyula Aréna, Budapesta Asistență: 2.800 Arbitri: Christiansen, Hansen |
| 13 noiembrie 2016 15:00 | Jovanović, Pena Abaurrea, Snelder 4 | (12-21) | Lekić 7    | Elek Gyula Aréna, Budapesta Asistență: 2.800 Arbitri: Christiansen, Hansen |
| 13 noiembrie 2016 15:00 | 4× 3×                               | Cronica | 2×         | Elek Gyula Aréna, Budapesta Asistență: 2.800 Arbitri: Christiansen, Hansen |

| 19 noiembrie 2016 15:00 | HC Leipzig      | 22 - 45 | ŽRK Vardar  | Arena Leipzig, Leipzig Asistență: 889 Arbitri: Brunovský, Čanda |
| 19 noiembrie 2016 15:00 | Reimer, Weise 5 | (9-22)  | Lacrabère 9 | Arena Leipzig, Leipzig Asistență: 889 Arbitri: Brunovský, Čanda |
| 19 noiembrie 2016 15:00 | 3×              | Cronica | 3× 2×       | Arena Leipzig, Leipzig Asistență: 889 Arbitri: Brunovský, Čanda |

| 20 noiembrie 2016 17:00 | GK Astrahanocika | 28 - 33 | FTC-Rail Cargo Hungaria | Complexul Sportiv Zvezdnîi, Astrahan Asistență: 3.500 Arbitri: Florescu, Stoia |
| 20 noiembrie 2016 17:00 | Sabirova 11      | (14-14) | Pena, Szucsánszki 7     | Complexul Sportiv Zvezdnîi, Astrahan Asistență: 3.500 Arbitri: Florescu, Stoia |
| 20 noiembrie 2016 17:00 | 4× 3×            | Cronica | 3×                      | Complexul Sportiv Zvezdnîi, Astrahan Asistență: 3.500 Arbitri: Florescu, Stoia |

## Grupa C
| Echipa            | M | V | E | Î | GM  | GP  | G   | Pct |
| ----------------- | - | - | - | - | --- | --- | --- | --- |
| Győri Audi ETO KC | 6 | 5 | 0 | 1 | 174 | 147 | +27 | 10  |
| CSM București     | 6 | 3 | 0 | 3 | 142 | 145 | −3  | 6   |
| FC Midtjylland    | 6 | 3 | 0 | 3 | 135 | 150 | −15 | 6   |
| Rostov-Don        | 6 | 1 | 0 | 5 | 142 | 151 | −9  | 2   |

| 15 octombrie 2016 19:30 | Győri Audi ETO KC | 31 - 19 | FC Midtjylland | Audi Aréna, Győr Asistență: 5.017 Arbitri: Marin, García |
| 15 octombrie 2016 19:30 | Løke 8            | (16-7)  | Pedersen 6     | Audi Aréna, Győr Asistență: 5.017 Arbitri: Marin, García |
| 15 octombrie 2016 19:30 | 2× 3×             | Cronica | 2×             | Audi Aréna, Győr Asistență: 5.017 Arbitri: Marin, García |

| 16 octombrie 2016 18:00 | CSM București | 24 - 21 | Rostov-Don | Sala Polivalentă, București Asistență: 4.164 Arbitri: Jurinović, Mrvica |
| 16 octombrie 2016 18:00 | Gulldén 6     | (12-10) | Ilina 6    | Sala Polivalentă, București Asistență: 4.164 Arbitri: Jurinović, Mrvica |
| 16 octombrie 2016 18:00 | 1× 2×         | Cronica | 2× 3×      | Sala Polivalentă, București Asistență: 4.164 Arbitri: Jurinović, Mrvica |

| 22 octombrie 2016 16:00 | Rostov-Don  | 27 - 28 | Győri Audi ETO KC | Palatul Sporturilor „Rostov Don”, Rostov-pe-Don Asistență: 3.000 Arbitri: Brunovský, Čanda |
| 22 octombrie 2016 16:00 | Viahireva 8 | (14-12) | Mørk 8            | Palatul Sporturilor „Rostov Don”, Rostov-pe-Don Asistență: 3.000 Arbitri: Brunovský, Čanda |
| 22 octombrie 2016 16:00 | 3×          | Cronica | 5× 2×             | Palatul Sporturilor „Rostov Don”, Rostov-pe-Don Asistență: 3.000 Arbitri: Brunovský, Čanda |

| 22 octombrie 2016 18:30 | FC Midtjylland | 24 - 21 | CSM București | Ikast-Brande Arena, Ikast Asistență: 1.785 Arbitri: Antić, Jakovljević |
| 22 octombrie 2016 18:30 | Jensen 5       | (9-10)  | Martín 5      | Ikast-Brande Arena, Ikast Asistență: 1.785 Arbitri: Antić, Jakovljević |
| 22 octombrie 2016 18:30 | 2× 3×          | Cronica | 1× 2×         | Ikast-Brande Arena, Ikast Asistență: 1.785 Arbitri: Antić, Jakovljević |

| 28 octombrie 2016 18:00 | CSM București         | 24 - 27 | Győri Audi ETO KC | Sala Polivalentă, București Asistență: 4.963 Arbitri: Brehmer, Skowronek |
| 28 octombrie 2016 18:00 | Gulldén, Torstenson 4 | (13-9)  | Bódi 6            | Sala Polivalentă, București Asistență: 4.963 Arbitri: Brehmer, Skowronek |
| 28 octombrie 2016 18:00 | 4× 3×                 | Cronica | 7× 3×             | Sala Polivalentă, București Asistență: 4.963 Arbitri: Brehmer, Skowronek |

| 29 octombrie 2016 19:00 | Rostov-Don | 26 - 20 | FC Midtjylland          | Palatul Sporturilor „Rostov Don”, Rostov-pe-Don Asistență: 3.000 Arbitri: Krkacev, Kolevski |
| 29 octombrie 2016 19:00 | Ilina 6    | (13-12) | Burgaard, Kristiansen 5 | Palatul Sporturilor „Rostov Don”, Rostov-pe-Don Asistență: 3.000 Arbitri: Krkacev, Kolevski |
| 29 octombrie 2016 19:00 | 2× 3×      | Cronica | 3×                      | Palatul Sporturilor „Rostov Don”, Rostov-pe-Don Asistență: 3.000 Arbitri: Krkacev, Kolevski |

| 4 noiembrie 2016 19:00 | Győri Audi ETO KC | 33 - 25 | CSM București | Audi Aréna, Győr Asistență: 5.162 Arbitri: Kurtagić, Wetterwik |
| 4 noiembrie 2016 19:00 | Mørk 11           | (11-13) | Niombla 7     | Audi Aréna, Győr Asistență: 5.162 Arbitri: Kurtagić, Wetterwik |
| 4 noiembrie 2016 19:00 | 4× 2×             | Cronica | 5× 3×         | Audi Aréna, Győr Asistență: 5.162 Arbitri: Kurtagić, Wetterwik |

| 6 noiembrie 2016 16:15 | FC Midtjylland | 25 - 23 | Rostov-Don  | Ikast-Brande Arena, Ikast Asistență: 2.250 Arbitri: Mitrović, Vešović |
| 6 noiembrie 2016 16:15 | Jørgensen 8    | (13-10) | Viahireva 6 | Ikast-Brande Arena, Ikast Asistență: 2.250 Arbitri: Mitrović, Vešović |
| 6 noiembrie 2016 16:15 | 2× 3×          | Cronica | 2× 3×       | Ikast-Brande Arena, Ikast Asistență: 2.250 Arbitri: Mitrović, Vešović |

| 11 noiembrie 2016 19:00 | Rostov-Don                            | 20 - 22 | CSM București | Palatul Sporturilor „Rostov Don”, Rostov-pe-Don Asistență: 2.300 Arbitri: Arntsen, Røen |
| 11 noiembrie 2016 19:00 | Bobrovnikova, Cabral Barbosa, Ilina 4 | (11-10) | Gulldén 8     | Palatul Sporturilor „Rostov Don”, Rostov-pe-Don Asistență: 2.300 Arbitri: Arntsen, Røen |
| 11 noiembrie 2016 19:00 | 2× 3×                                 | Cronica | 3×            | Palatul Sporturilor „Rostov Don”, Rostov-pe-Don Asistență: 2.300 Arbitri: Arntsen, Røen |

| 12 noiembrie 2016 15:15 | FC Midtjylland | 27 - 23 | Győri Audi ETO KC | Ikast-Brande Arena, Ikast Asistență: 1.981 Arbitri: Jurinović, Mrvica |
| 12 noiembrie 2016 15:15 | Jørgensen 8    | (15-10) | Broch 6           | Ikast-Brande Arena, Ikast Asistență: 1.981 Arbitri: Jurinović, Mrvica |
| 12 noiembrie 2016 15:15 | 2× 3×          | Cronica | 3× 2×             | Ikast-Brande Arena, Ikast Asistență: 1.981 Arbitri: Jurinović, Mrvica |

| 19 noiembrie 2016 16:00 | Győri Audi ETO KC | 32 - 25 | Rostov-Don       | Audi Aréna, Győr Asistență: 5.207 Arbitri: Bonaventura, Bonaventura |
| 19 noiembrie 2016 16:00 | Görbicz 7         | (15-12) | Cabral Barbosa 5 | Audi Aréna, Győr Asistență: 5.207 Arbitri: Bonaventura, Bonaventura |
| 19 noiembrie 2016 16:00 | 1× 3×             | Cronica | 5× 3×            | Audi Aréna, Győr Asistență: 5.207 Arbitri: Bonaventura, Bonaventura |

| 20 noiembrie 2016 17:00 | CSM București | 26 - 20 | FC Midtjylland        | Sala Polivalentă, București Asistență: 5.000 Arbitri: Opava, Válek |
| 20 noiembrie 2016 17:00 | Gulldén 5     | (12-9)  | Burgaard, Jørgensen 6 | Sala Polivalentă, București Asistență: 5.000 Arbitri: Opava, Válek |
| 20 noiembrie 2016 17:00 | 3×            | Cronica | 4× 1×                 | Sala Polivalentă, București Asistență: 5.000 Arbitri: Opava, Válek |

## Grupa D
| Echipa       | M | V | E | Î | GM  | GP  | G   | Pct |
| ------------ | - | - | - | - | --- | --- | --- | --- |
| RK Krim      | 6 | 4 | 0 | 2 | 168 | 165 | +3  | 8   |
| Larvik HK    | 6 | 3 | 0 | 3 | 174 | 170 | +4  | 6   |
| Team Esbjerg | 6 | 3 | 0 | 3 | 164 | 151 | +13 | 6   |
| IK Sävehof   | 6 | 2 | 0 | 4 | 150 | 170 | −20 | 4   |

| 15 octombrie 2016 14:00 | Team Esbjerg       | 35 - 25 | RK Krim      | Blue Water Dokken, Esbjerg Asistență: 2.022 Arbitri: Kijauskaitė, Žalienė |
| 15 octombrie 2016 14:00 | van der Heijden 11 | (17-11) | Bajramoska 6 | Blue Water Dokken, Esbjerg Asistență: 2.022 Arbitri: Kijauskaitė, Žalienė |
| 15 octombrie 2016 14:00 | 1× 2×              | Cronica | 3×           | Blue Water Dokken, Esbjerg Asistență: 2.022 Arbitri: Kijauskaitė, Žalienė |

| 15 octombrie 2016 18:30 | Larvik HK          | 22 - 25 | IK Sävehof        | Boligmappa Arena Larvik, Larvik Asistență: 1.722 Arbitri: Florescu, Stoia |
| 15 octombrie 2016 18:30 | Riegelhuth Koren 8 | (15-11) | Ekenman-Fernis 11 | Boligmappa Arena Larvik, Larvik Asistență: 1.722 Arbitri: Florescu, Stoia |
| 15 octombrie 2016 18:30 | 2× 3×              | Cronica | 3×                | Boligmappa Arena Larvik, Larvik Asistență: 1.722 Arbitri: Florescu, Stoia |

| 22 octombrie 2016 16:30 | RK Krim                            | 24 - 22 | Larvik HK          | Arena Stožice, Ljubljana Asistență: 1.500 Arbitri: Brehmer, Skowronek |
| 22 octombrie 2016 16:30 | Benko, Milanović-Litre, Omoregie 5 | (10-13) | Riegelhuth Koren 6 | Arena Stožice, Ljubljana Asistență: 1.500 Arbitri: Brehmer, Skowronek |
| 22 octombrie 2016 16:30 | 5× 3×                              | Cronica | 4× 2×              | Arena Stožice, Ljubljana Asistență: 1.500 Arbitri: Brehmer, Skowronek |

| 23 octombrie 2016 15:00 | IK Sävehof                | 20 - 25 | Team Esbjerg      | Partillebohallen, Partille Asistență: 1.835 Arbitri: Horváth, Marton |
| 23 octombrie 2016 15:00 | Karlsson, Roberts, Sand 4 | (10-15) | van der Heijden 9 | Partillebohallen, Partille Asistență: 1.835 Arbitri: Horváth, Marton |
| 23 octombrie 2016 15:00 | 3×                        | Cronica | 3× 2×             | Partillebohallen, Partille Asistență: 1.835 Arbitri: Horváth, Marton |

| 29 octombrie 2016 17:00 | RK Krim | 32 - 29 | IK Sävehof | Arena Stožice, Ljubljana Asistență: 1.800 Arbitri: Kaveșnikov, Plotnikov |
| 29 octombrie 2016 17:00 | Benko 8 | (20-10) | Roberts 8  | Arena Stožice, Ljubljana Asistență: 1.800 Arbitri: Kaveșnikov, Plotnikov |
| 29 octombrie 2016 17:00 | 4× 2×   | Cronica | 2× 3×      | Arena Stožice, Ljubljana Asistență: 1.800 Arbitri: Kaveșnikov, Plotnikov |

| 30 octombrie 2016 16:50 | Team Esbjerg      | 24 - 31 | Larvik HK          | Blue Water Dokken, Esbjerg Asistență: 1.512 Arbitri: Brunovský, Čanda |
| 30 octombrie 2016 16:50 | Ingstad, Polman 4 | (13-14) | Riegelhuth Koren 8 | Blue Water Dokken, Esbjerg Asistență: 1.512 Arbitri: Brunovský, Čanda |
| 30 octombrie 2016 16:50 | 1× 3×             | Cronica | 3×                 | Blue Water Dokken, Esbjerg Asistență: 1.512 Arbitri: Brunovský, Čanda |

| 5 noiembrie 2016 16:00 | IK Sävehof          | 26 - 24 | RK Krim    | Partillebohallen, Partille Asistență: 3.460 Arbitri: Leandersson, Lindroos |
| 5 noiembrie 2016 16:00 | Karlsson, Roberts 6 | (12-10) | Omoregie 8 | Partillebohallen, Partille Asistență: 3.460 Arbitri: Leandersson, Lindroos |
| 5 noiembrie 2016 16:00 | 2× 3×               | Cronica | 2× 3×      | Partillebohallen, Partille Asistență: 3.460 Arbitri: Leandersson, Lindroos |

| 5 noiembrie 2016 18:30 | Larvik HK          | 30 - 29 | Team Esbjerg  | Boligmappa Arena Larvik, Larvik Asistență: 1.122 Arbitri: García, Marín |
| 5 noiembrie 2016 18:30 | Riegelhuth Koren 9 | (15-17) | Vestergaard 7 | Boligmappa Arena Larvik, Larvik Asistență: 1.122 Arbitri: García, Marín |
| 5 noiembrie 2016 18:30 | 3× 2× 1×           | Cronica | 6× 2×         | Boligmappa Arena Larvik, Larvik Asistență: 1.122 Arbitri: García, Marín |

| 12 noiembrie 2016 15:30 | RK Krim    | 27 - 22 | Team Esbjerg      | Arena Stožice, Ljubljana Asistență: 1.700 Arbitri: Antić, Jakovljević |
| 12 noiembrie 2016 15:30 | Omoregie 7 | (13-13) | van der Heijden 5 | Arena Stožice, Ljubljana Asistență: 1.700 Arbitri: Antić, Jakovljević |
| 12 noiembrie 2016 15:30 | 3×         | Cronica | 3×                | Arena Stožice, Ljubljana Asistență: 1.700 Arbitri: Antić, Jakovljević |

| 13 noiembrie 2016 15:00 | IK Sävehof | 32 - 38 | Larvik HK   | Partillebohallen, Partille Asistență: 1.210 Arbitri: Vranes, Wenninger |
| 13 noiembrie 2016 15:00 | Sand 8     | (14-21) | Kurtović 11 | Partillebohallen, Partille Asistență: 1.210 Arbitri: Vranes, Wenninger |
| 13 noiembrie 2016 15:00 | 2× 3×      | Cronica | 5× 2× 1×    | Partillebohallen, Partille Asistență: 1.210 Arbitri: Vranes, Wenninger |

| 19 noiembrie 2016 19:15 | Larvik HK             | 31 - 26 | RK Krim    | Boligmappa Arena Larvik, Larvik Asistență: 1.802 Arbitri: Horváth, Marton |
| 19 noiembrie 2016 19:15 | Frafjord, Kurtović 10 | (14-17) | Omoregie 7 | Boligmappa Arena Larvik, Larvik Asistență: 1.802 Arbitri: Horváth, Marton |
| 19 noiembrie 2016 19:15 | 1× 3×                 | Cronica | 6× 3× 1×   | Boligmappa Arena Larvik, Larvik Asistență: 1.802 Arbitri: Horváth, Marton |

| 20 noiembrie 2016 15:00 | Team Esbjerg | 29 - 18 | IK Sävehof       | Blue Water Dokken, Esbjerg Asistență: 2.291 Arbitri: Vujačić, Kažanegra |
| 20 noiembrie 2016 15:00 | Karlsson 7   | (15-9)  | Ekenman-Fernis 8 | Blue Water Dokken, Esbjerg Asistență: 2.291 Arbitri: Vujačić, Kažanegra |
| 20 noiembrie 2016 15:00 | 3×           | Cronica | 4× 3×            | Blue Water Dokken, Esbjerg Asistență: 2.291 Arbitri: Vujačić, Kažanegra |